# Danh sách chi của Noctuidae:P
Noctuidae là một họ bướm đêm lớn gồm rất nhiều chi:
A B C D E F G H I J K L M N O P Q R S T U V W X Y Z
| - Pabulatrix - Pachetra - Pachnobia - Pachyagrotis - Pachycoa - Pachygnathesis - Pachyplastis - Pachypolia - Pachythrix - Pacidara - Paectes - Paetica - Pagyra - Paida - Pais - Palada - Palaeagrotis - Palaeamathes - Palaechthona - Palaeocoleus - Palaeographa - Palaeoplusia - Palaeosafia - Palindia - Palindiona - Palkermes - Pallachira - Palpangula - Palpidia - Palpirectia - Palponima - Palthis - Palthisomis - Palura - Palyna - Pamirorea - Pamparama - Panarenia - Panchrysia - Pancra - Pandesma - Panemeria - Pangrapta - Pangraptella - Pangraptica - Panilla - Panoblemma - Panolis - Panopoda - Pansemna - Pantura - Pantydia - Panula - Paonidia - Papaipema - Papestra - Papuacola - Parabagrotis - Parabarrovia - Parabole - Parabrachionycha - Parabrachylomia - Parabryophila - Paracaroides - Paracarsia - Paraceliptera - Paracentropus - Parachabora - Parachaea - Parachalciope - Paracodia - Paracoeria - Paracolax - Paracretonia - Paracroma - Paracroria - Paracullia - Paradiarsia - Paradiopa - Paradrina - Paraegle - Paraegocera - Parafodina - Paragabara - Paragarista - Paragona - Paragonitis - Paragria - Paragrotis - Parahypenodes - Paralectra - Paralephana - Parallelia - Parallelura - Paralopha - Paralophata - Paramathes - Paramiana - Paramimetica - Paramocis - Paranagia - Paranataelia - Parangitia - Paranicla - Paranoctua - Paranoratha - Paranyctycia - Parapadna - Parapamea - Paraperplexia - Pararcte - Parargidia - Pararothia - Parasada - Parascotia - Parasimyra - Parasiopsis - Parasoloe - Parastenopterygia | - Parastichtis - Parathermes - Paratolna - Paratrachea - Paratuerta - Paraviminia - Paraxestia - Parca - Parelectra - Parelia - Parerastria - Pareuchalcia - Pareuplexia - Pareuxoa - Pareuxoina - Parexarnis - Parhypena - Pariambia - Parilyrgis - Paroligia - Parolulis - Paromphale - Parora - Parorena - Paroruza - Parosmia - Parothria - Parsyngrapha - Parvablemma - Parvapenna - Paryrias - Pasipeda - Pastona - Pataeta - Paucgraphia - Paurophylla - Paurosceles - Paventia - Pechipogo - Pectinidia - Pectinifera - Pediarcha - Pelamia - Pelecia - Peliala - Pelodesis - Pelodia - Peltothis - Pemphigostola - Penicillaria - Penisa - Pennalticola - Penza - Peosina - Peperina - Peperita - Peraniana - Peranomogyna - Peranua - Perasia - Perata - Percalpe - Perciana - Periambia - Periconta - Pericyma - Peridroma - Peridrome - Perigea - Perigeodes - Perigonica - Perigrapha - Perinaenia - Periopta - Periphanes - Periphrage - Peripyra - Periscepta - Perissandria - Perloplusia - Peropalpus - Perophiusa - Perplexhadena - Persectania - Persidia - Perta - Perynea - Pessida - Petalumaria - Peteroma - Petilampa - Petrowskya - Peucephila - Phachthia - Phaegorista - Phaenagrotis - Phaeoblemma - Phaeocyma - Phaeomorpha - Phaeopyra - Phaeoscia - Phaeozona - Phagytra - Phaioecia - Phalaenoides - Phalaenophana - Phalaenostola - Phalerodes - Phalga - Phanaspa - Pharga - Phasidia - Pherechoa - Phialta - Phibromia - Phidrimana - Philareta - Philecia - Philippodamias | - Philochrysia - Philogethes - Philomma - Philona - Philorgyia - Phimodium - Phleboeis - Phlegetonia - Phlogochroa - Phlogophora - Phlyctaina - Phoberia - Phobolosia - Phoebophilus - Phoenicophanta - Phoperigea - Phorica - Phornacisa - Phosphila - Photedes - Phragmatiphila - Phrictia - Phrodita - Phumana - Phuphena - Phurys - Phycidimorpha - Phycoma - Phycopterus - Phylapora - Phyllodes - Phyllophila - Phyprosopus - Physetica - Physula - Physulodes - Phytometra - Piada - Piala - Piana - Pilipectus - Pilosocrures - Pimprana - Pinacia - Pinacoplus - Pincia - Pindara - Pinkericola - Pippona - Piratisca - Pitara - Pityolita - Placerobela - Placonia - Plagerepne - Plagideicta - Plagiomimicus - Plantea - Plasmaticus - Platagarista - Platagrotis - Plataplecta - Plathypena - Platydasys - Platyja - Platyjionia - Platyperigea - Platypolia - Platyprosopa - Platyscia - Platysenta - Plaxia - Plecoptera - Plecopterodes - Plecopteroides - Pleonectopoda - Pleonotrocta - Pleromella - Pleromelloida - Pleuromnema - Pleurona - Pleuronodes - Plexiphleps - Plumipalpia - Plusia - Plusidia - Plusilla - Plusiodonta - Plusiopalpa - Plusiophaes - Plusiotricha - Pluxilloides - Plynteria - Poaphila - Podagra - Poecopa - Poena - Poenomia - Poenopsis - Poeonoma - Poesula - Poeta - Pogopus - Polacanthopoda - Polenta - Polia - Policocnemis - Poliobrya - Poliodestra - Poliofoca - Polionycta - Polychrysia - Polydesma - Polydesmiola - Polygnamptia - Polygoniodes - Polygrammate - Polygrapta - Polymixis | - Polyorycta - Polyphaenis - Polypogon - Polysciera - Polytela - Polytelodes - Ponometia - Poporthosia - Poppaea - Porosagrotis - Porosana - Porphyrinia - Porrima - Poteriophora - Potnyctycia - Powellinia - Pradatta - Pradiota - Praestilbia - Praina - Prasinopyra - Praxis - Premusia - Prenanthcucullia - Pricomia - Prionofrontia - Prionoptera - Prionopterina - Prionoxanthia - Pristanepa - Pristoceraea - Proannaphila - Prochloridea - Procoeria - Proconis - Procrateria - Procriosis - Procus - Prodenia - Prodicella - Prodosia - Prodotis - Prognorisma - Progonia - Prolitha - Prolophota - Proluta - Prolymnia - Prolyncestis - Prometopus - Prominea - Promionides - Promonia - Pronoctua - Pronotestra - Propatria - Propenistra - Properigea - Propolymixis - Prorachia - Proragrotis - Prorivula - Proroblemma - Prorocopis - Proruaca - Proschora - Proscrana - Proseniella - Prosoparia - Prospalta - Prostheta - Protadisura - Protagrotis - Protarache - Protarchanara - Proteinania - Proteuxoa - Protexarnis - Protheodes - Prothrinax - Protocryphia - Protodeltote - Protogygia - Protolampra - Protoleucania - Protomeceras - Protomeroleuca - Protomiselia - Protoperigea - Protophana - Protorthodes - Protoschinia - Protoschrankia - Protoseudyra - Prototrachea - Provia - Proxenus - Psammathodoxa - Psaphara - Psaphida - Psectraglaea - Psectraxylia - Psectrotarsia - Psephea - Pseudacidalia - Pseudacontia - Pseudaglossa - Pseudagoma - Pseudalea - Pseudalelimma - Pseudaletia - Pseudalypia - Pseudamathes - Pseudanarta - Pseudanchoscelis - Pseudanthoecia - Pseudanthracia - Pseudaporophyla | - Pseudapospasta - Pseudarista - Pseudathetis - Pseudathyrma - Pseudbarydia - Pseudcraspedia - Pseudelaeodes - Pseudelyptron - Pseudenargia - Pseudephyra - Pseudepunda - Pseuderastria - Pseuderiopus - Pseudeustrotia - Pseudeva - Pseudhypsa - Pseudina - Pseudinodes - Pseudoarcte - Pseudobendis - Pseudobryomima - Pseudobryophila - Pseudocalpe - Pseudocerura - Pseudochalcia - Pseudochropleura - Pseudocoarica - Pseudocopicucullia - Pseudocopivaleria - Pseudodeltoida - Pseudodeltote - Pseudodichromia - Pseudogerespa - Pseudogiria - Pseudoglaea - Pseudogonitis - Pseudogyrtona - Pseudohadena - Pseudohemiceras - Pseudohermonassa - Pseucoleucania - Pseudoligia - Pseudolimacodes - Pseudomecia - Pseudomicra - Pseudomicrodes - Pseudomniotype - Pseudonycterophaeta - Pseudopais - Pseudopanolis - Pseudophisma - Pseudophyllophila - Pseudophyx - Pseudoplusia - Pseudopolia - Pseudopseustis - Pseudorgyia - Pseudorthodes - Pseudorthosia - Pseudoschrankia - Pseudoseptis - Pseudosiccia - Pseudospaelotis - Pseudosphetta - Pseudospiris - Pseudostella - Pseudotamila - Pseudotolna - Pseudotryphia - Pseudotuerta - Pseudoxestia - Pseudoxylomoea - Pseudozalissa - Pseudozarba - Pseudugia - Pseudypsia - Pseudyrias - Psilomonodes - Psimada - Psorya - Psychomorpha - Pteraetholix - Pterhemia - Pterochaeta - Pterocyclophora - Pteronycta - Pteroprista - Pteroscia - Ptichodis - Ptochosiphla - Ptyophora - Ptyopterota - Ptyornyncha - Puercala - Pulcheria - Pumora - Purbia - Puriplusia - Purpurschinia - Pusillathetis - Putagrotis - Pycnodontis - Pygmeopolia - Pygopteryx - Pyralidesthes - Pyraloides - Pyralomorpha - Pyramarista - Pyramidcampa - Pyreferra - Pyrgeia - Pyrgion - Pyripnoa - Pyroblemma - Pyrocleptria - Pyrois - Pyrrhia - Pyrrhidivalva |